# Thomas Pålsson
Erik Thomas Stråe Pålsson, född 7 april 1956 i Engelbrekts församling, Stockholm, är en svensk jurist som sedan 19 augusti 2024 och till och med 31 januari 2025 är tillförordnad generaldirektör för SGU. Mellan mars 2024 fram till 14 augusti var han tillförordnad generaldirektör för Patent- och registreringsverket. Mellan 2013 och 2021 var han  generaldirektör för Statens servicecenter. Pålsson är styrelseordförande i Vinnova samt vice ordförande i Kulturrådets styrelse och styrelseordförande i myndigheten för vård- och omsorgsanalys, samt ledamot i Jämställdhetsmyndighetens insynsråd. 

## Biografi
Pålsson är juris kandidat. En period under senare delen av 1980-talet var han verksam som ekonomisk journalist på Dagens Industri. I samband med detta var han också med och startade Nyhetsbyrån Direkt. Han har varit utredningschef och direktör vid Statskontoret. Han har därefter arbetat vid Finansdepartementet och Socialdepartementet som bland annat chef för enheten för statlig förvaltning.
Han var generaldirektör för Statens servicecenter mellan 2013 och mars 2021. Från 2021 till 2024 var Thomas Pålsson vice ordförande i Försäkringskassans styrelse. 

## Utredningsuppdrag
Under åren före Sveriges inträde i EU 1995 var Pålsson med och utredde väntade effekter av ett svenskt medlemskap i unionen, både för landet finansiellt och för samverkan inom statsförvaltningen. De därpå följande åren fram till och med 2004 ledde han eller deltog som expert i olika utredningar och arbetsgrupper med koppling till EU. Han har också varit ordförande i Finansdepartementets arbetsgrupp som förberedde Sveriges myndigheter inför anslutningen till EMU. 
Han ingick som expert i Ansvarskommittén som tillsattes 2003 för att bland annat utreda det samlade kommunala uppdraget, ansvarsfördelningen inom hälso- och sjukvården samt länssammanslagning och regional organisering. Kommittén slutrapporterade sitt arbete i februari 2007. Han har också varit medlem i Kammarkollegiets insynsråd.
Pålsson var under 2004 ledamot i styrgruppen för Finansdepartementets program för förbättrad myndighetsstyrning samt sakkunnig i Försvarsstyrningsutredningen.
Mellan 2006 och 2013 var Thomas Pålsson huvuddelegat för Sverige i PGC (Public Governance Committee) som ingår i det direktorat inom den internationella organisationen OECD (Organisationen för ekonomiskt samarbete och utveckling) som fokuserar på styrningsfrågor och territoriell utveckling. 
Medan han arbetade vid Finansdepartementet, var Pålsson delaktig i att 2009 starta e-delegationen. När e-delegationens uppdrag tog slut 2015 valde medlemmarna att fortsätta samarbeta och startade det frivilliga samverkansprogrammet eSam.
20 juni 2024 fick Pålsson i uppdrag att utreda hur uppgifterna vid Statens centrum för arkitektur och design (ArkDes) kan inordnas i Moderna museet och om det är ändamålsenligt att även inordna uppgifterna vid Statens konstråd i Moderna museet.

## Familj
Thomas Pålsson är son till den tidigare riksantikvarien Roland Pålsson.